# Markus Wäfler
Markus Wäfler, né le 21 décembre 1948 à Diemtigen (originaire du même lieu), est un homme politique suisse, membre de l'Union démocratique fédérale. Il est député du canton de Zurich au Conseil national de décembre 2003 à décembre 2007.

## Biographie
Markus Wäfler habite dans le canton de Zurich, à Steinmaur. Il travaille comme technicien en agronomie.
Président l'UDF zurichoise de 1984 à 1992, il est député au Conseil national de décembre 2003 à décembre 2007. Il siège au sein de la Commission des finances (CdF).